# Lista reaktorów jądrowych
Lista reaktorów jądrowych – obejmuje wszystkie reaktory jądrowe na świecie (oprócz reaktorów na okrętach z napędem atomowym). Wykaz ułożony jest alfabetycznie, według nazw krajów w których reaktory się znajdują.
Wydzielone zostały też, w niektórych przypadkach, podrozdziały:
- reaktory energetyczne – przeznaczone do produkcji energii elektrycznej w elektrowniach komercyjnych,
- reaktory doświadczalne – przeznaczone do prowadzenia prac badawczych lub dydaktycznych (np.: do badań struktury ciał stałych z wykorzystaniem wiązki neutronów, badań materiałów lub paliw jądrowych dla reaktorów energetycznych).

## Algieria
- Es Salam
- Nur

## Antarktyda
- Stacja McMurdo – PM-3A NNPU „Nukey Poo” reaktor US Navy (uruchomiony w 1962, wyłączony w 1972, zdemontowany w 1979)

## Argentyna

### Reaktory energetyczne
Argentyna eksploatuje trzy reaktory energetyczne, w 2 elektrowniach (Atucha oraz Embalse), dostarczające 5,9 % energii elektrycznej w Argentynie: o łącznej mocy 1640 MWe netto (1772 MWe brutto). W trakcie budowy jest jeden blok energetyczny, na terenie Elektrowni jądrowej Atucha – CAREM25 (typu PWR), o mocy 25 MWe netto, którego uruchomienie planowane jest na 2021.
| Elektrownia | Blok | Status            | Typ       | Model               | Moc elektryczna (netto / bruto) | Moc cieplna | Rozpoczęcie budowy | Włącz. do sieci  | Praca komercyjna  | Współczynnik efektywności |
| ----------- | ---- | ----------------- | --------- | ------------------- | ------------------------------- | ----------- | ------------------ | ---------------- | ----------------- | ------------------------- |
| Atucha      | 1    | W eksploatacji    | PHWR      | PHWR KWU            | 340 MWe / 362 MWe               | 1179 MWth   | 1 lipca 1968       | 19 marca 1974    | 24 lipca 1974     | 77,5 %                    |
| Atucha      | 2    | W eksploatacji    | PHWR      | PHWR KWU            | 692 MWe / 745 MWe               | 2160 MWth   | 14 lipca 1981      | 25 czerwca 2014  | 26 maja 2016      | 73,8 %                    |
| CAREM25     | 1    | W trakcie budowie | PWR / SMR | CAREM 25 (Prototyp) | 25 MWe / 29 MWe                 | 100 MWth    | 8 lutego 2014      |                  | (planowana: 2021) | (nie dotyczy)             |
| Embalse     | 1    | W eksploatacji    | PHWR      | CANDU 6             | 608 MWe / 656 MWe               | 2064 MWth   | 1 kwietnia 1974    | 25 kwietnia 1983 | 20 stycznia 1984  | 76,3 %                    |

## Armenia

### Reaktory energetyczne

#### W eksploatacji
- Elektrownia jądrowa Mecamor
  - (Wyłączony) Mecamor-1, o mocy 376 MWe, typu PWR, model WWER-440 V-270, uruchomiony 6 października 1977, zamknięty 25 lutego 1989,
  - Metsamor-2, o mocy 375 MWe, model WWER-440 V-270, typu PWR, uruchomiony 3 maja 1980,
  - (Planowany) Mecamor-3, o mocy 1096 MWe, typu PWR, model WWER-1200 V-392.

## Australia
- HIFAR, Lucas Heights, Nowa Południowa Walia
- MOATA (zdemontowany)
- OPAL, w budowie, Lucas Heights, Nowa Południowa Walia (zajmie miejsce HIFAR’a)

## Austria
- Austrian Research Centers. arcs.ac.at. [zarchiwizowane z tego adresu (2009-11-22)]. w Seibersdorf – 10 kW ASTRA doświadczalny reaktor jądrowy (w użyciu 1960-1999)
- Atomic Institute of the Austrian Universities w Wiedniu – 250 kW TRIGA Mark II doświadczalny reaktor jądrowy (w użyciu od 1962)

## Bangladesz
- Dhaka – TRIGA Mark II, Atomic Energy Research Establishment (zbudowany w 1986)

## Białoruś

### Reaktory energetyczne

#### W budowie
- Białoruska Elektrownia Jądrowa (EJ Ostrowiec)
  - Białoruski-1, o mocy 1109 MWe, typu PWR, model WWER-1200 V-491, którego budowę rozpoczęto 6 listopada 2013, a uruchomienie planowane jest na 2021,
  - Białoruski-2, o mocy 1109 MWe, typu PWR, model WWER-1200 V-491, którego budowę rozpoczęto 24 kwietnia 2014, a uruchomienie planowane jest na 2022.

### Reaktory doświadczalne
- Sosny, Mińsk
  - IRT – doświadczalny reaktor jądrowy (wygaszony w 1988)
  - „Pamir” – testy nad ruchomym reaktorem jądrowym (wygaszony w 1986)

## Belgia
- Belgian Reactor 3 – badawczy reaktor PWR (wyłączony)
- Elektrownia jądrowa Doel – 2 reaktory PWR po 412 MW(e); 1 reaktor PWR 1,056 MW(e); 1 reaktor PWR 1,041 MW(e)
- Elektrownia jądrowa Tihange – 1 reaktor PWR 870 MW(e); 2 reaktory PWR po 930 MW(e)

## Brazylia
- Elektrownia Jądrowa Angra, Angra dos Reis, Rio de Janeiro – 2 reaktory PWR
- Belo Horizonte – TRIGA Mark I, Uniwersytet Minas Gerais (zbudowany w 1960)

## Bułgaria
- Kozłoduj – Elektrownia Jądrowa Kozloduy; reaktory WWER-440 i WWER-1000 (budowa rozpoczęta w 1969 ze wsparciem ZSRR)
- Sofia – doświadczalny reaktor jądrowy IRT (wyłączony w 1987)

## Chiny
- CEFR
- Daya Bay (2 reaktory), prowincja Guangdong
- Hongyanhe, prowincja Liaoning
- Ling’ao (4 reaktory), prowincja Guangdong
- Ningde, prowincja Fujian
- Qinshan (7 reaktorów), prowincja Zhejiang
- Tiawan (2 reaktory), prowincja Jiangsu

### W budowie
- 2 reaktory w Changjiang, prowincja Hajnan
- 2 reaktory w Fangchenggang, region autonomiczny Kuangsi
- 2 reaktory w Fangjiashan, prowincja Zhejiang
- 4 reaktory w Fuqing, prowincja Fujian
- 2 reaktory w Haiyang, prowincja Szantung
- 3 reaktory w Hongyanhe, prowincja Liaoning
- 3 reaktory w Ningde, prowincja Fujian
- 2 reaktory w Sanmen, prowincja Zhejiang
- 2 reaktory w Taishan, prowincja Guangdong
- 2 reaktory w Tianwan, prowincja Jiangsu
- 4 reaktory w Yangjiang, prowincja Guangdong
- 1 reaktor badawczy w Shandong Shidaowan, prowincja Szantung

## Czechy
- Elektrownia jądrowa Dukovany, Dukovany – 4 reaktory (VVER) po 440 MW(e)
- Elektrownia jądrowa Temelín, Temelín – 2 reaktory (VVER) po 1000 MW(e)
- Řež – 2 doświadczalne reaktory jądrowe (LVR-15, LR-0)
- Praga – doświadczalny reaktor jądrowy (VR-1), Politechnika Czeska

## Dania
- Risø – reactor DR-3 DIDO (wyłączony)

## Egipt
- Inshas Nuclear Research Center
  - ETTR-1 – 2 MW LWR (dostarczony przez ZSRR, 1958)
  - ETTR-2 – 22 MW reaktor (dostarczony przez Argentynę 1998)

## Estonia
- Paldiski – 2 testowe reaktory okrętowe PWR (wyłączone)

## Filipiny
- Quezon City – reaktor TRIGA, Philippine Atomic Energy Commission (zainstalowany w 1988)
- Elektrownia Jądrowa Bataan – 620 MWe

## Finlandia
- EJ Loviisa
  - Loviisa-1 (VVER-440 model V-213)
  - Loviisa-2 (VVER-440 model V-213)
- EJ Olkiluoto
  - Olkiluoto-1
  - Olkiluoto-2
  - Olkiluoto-3 – reaktor EPR
- Helsinki – TRIGA Mark II, State Institute for Technical Research (zainstalowany w 1962)

## Francja

### Reaktory energetyczne

#### W eksploatacji
- Elektrownia jądrowa Belleville
  - Belleville-1, o mocy 1310 MWe, typu PWR, model P4 REP 1300, uruchomiony 1 czerwca 1988,
  - Belleville-2, o mocy 1310 MWe, typu PWR, model P4 REP 1300, uruchomiony 1 stycznia 1989.
- Elektrownia jądrowa Blayais
  - Blayais-1, o mocy 910 MWe, typu PWR, model CP1, uruchomiony 1 grudnia 1981,
  - Blayais-2, o mocy 910 MWe, typu PWR, model CP1, uruchomiony 1 lutego 1983,
  - Blayais-3, o mocy 910 MWe, typu PWR, model CP1, uruchomiony 14 listopada 1983,
  - Blayais-4, o mocy 910 MWe, typu PWR, model CP1, uruchomiony 1 października 1983.
- Elektrownia jądrowa Bugey
  - (Wyłączony) Bugey-1, o mocy 540 MWe, typu GCR, model UNGG, uruchomiony 1 lipca 1972, wyłączony 27 maja 1994,
  - Bugey-2, o mocy 910 MWe, typu PWR, model CP0, uruchomiony 1 marca 1979,
  - Bugey-3, o mocy 910 MWe, typu PWR, model CP0, uruchomiony 1 marca 1979,
  - Bugey-4, o mocy 910 MWe, typu PWR, model CP0, uruchomiony 1 lipca 1979,
  - Bugey-5, o mocy 910 MWe, typu PWR, model CP0, uruchomiony 3 stycznia 1980.
- Elektrownia jądrowa Cattenom
  - Cattenom-1, o mocy 1300 MWe, typu PWR, model P4 REP 1300, uruchomiony 1 kwietnia 1987,
  - Cattenom-2, o mocy 1300 MWe, typu PWR, model P4 REP 1300, uruchomiony 1 lutego 1988,
  - Cattenom-3, o mocy 1300 MWe, typu PWR, model P4 REP 1300, uruchomiony 1 lutego 1991,
  - Cattenom-4, o mocy 1300 MWe, typu PWR, model P4 REP 1300, uruchomiony 1 stycznia 1992.
- Elektrownia jądrowa Chinon
  - (Wyłączony) Chinon-A-1, o mocy 70 MWe, typu GCR, model UNGG, uruchomiony 1 lutego 1964, wyłączony 16 kwietnia 1973,
  - (Wyłączony) Chinon-A-2, o mocy 180 MWe, typu GCR, model UNGG, uruchomiony 24 lutego 1964, wyłączony 14 czerwca 1985,
  - (Wyłączony) Chinon-A-3, o mocy 360 MWe, typu GCR, model UNGG, uruchomiony 4 sierpnia 1966, wyłączony 15 czerwca 1990,
  - Chinon-B-1, o mocy 905 MWe, typu PWR, model CP0, uruchomiony 1 lutego 1984,
  - Chinon-B-2, o mocy 905 MWe, typu PWR, model CP0, uruchomiony 1 sierpnia 1984,
  - Chinon-B-3, o mocy 905 MWe, typu PWR, model CP0, uruchomiony 4 marca 1987,
  - Chinon-B-4, o mocy 905 MWe, typu PWR, model CP0, uruchomiony 1 kwietnia 1988.
- Elektrownia jądrowa Chooz
  - (Wyłączony) Chooz-A-1, o mocy 305 MWe, typu PWR, model CHOOZ-A, uruchomiony 15 kwietnia 1967, wyłączony 30 października 1991,
  - Chooz-B-1, o mocy 1500 MWe, typu PWR, model N4 REP 1450, uruchomiony 15 maja 2000,
  - Chooz-B-2, o mocy 1500 MWe, typu PWR, model N4 REP 1450, uruchomiony 15 maja 2000.
- Elektrownia jądrowa Civaux
  - Civaux-1, o mocy 1495 MWe, typu PWR, model N4 REP 1450, uruchomiony 29 stycznia 2000,
  - Civaux-2, o mocy 1495 MWe, typu PWR, model N4 REP 1450, uruchomiony 23 kwietnia 2002.
- Elektrownia jądrowa Cruas
  - Cruas-1, o mocy 915 MWe, typu PWR, model CP2, uruchomiony 2 kwietnia 1984,
  - Cruas-2, o mocy 915 MWe, typu PWR, model CP2, uruchomiony 1 kwietnia 1985,
  - Cruas-3, o mocy 915 MWe, typu PWR, model CP2, uruchomiony 10 września 1984,
  - Cruas-4, o mocy 915 MWe, typu PWR, model CP2, uruchomiony 11 lutego 1985.
- Elektrownia jądrowa Dampierre
  - Dampierre-1, o mocy 890 MWe, typu PWR, model CP1, uruchomiony 10 września 1980,
  - Dampierre-2, o mocy 890 MWe, typu PWR, model CP1, uruchomiony 16 lutego 1981,
  - Dampierre-3, o mocy 890 MWe, typu PWR, model CP1, uruchomiony 27 maja 1981,
  - Dampierre-4, o mocy 890 MWe, typu PWR, model CP1, uruchomiony 20 listopada 1981.
- Elektrownia jądrowa Flamanville
  - Flamanville-1, o mocy 1330 MWe, typu PWR, model P4 REP 1300, uruchomiony 1 grudnia 1986,
  - Flamanville-2, o mocy 1330 MWe, typu PWR, model P4 REP 1300, uruchomiony 9 marca 1987
  - (W budowie) Flamanville-3, o mocy 1600 MWe, typu PWR, model EPR, którego budowę rozpoczęto 3 grudnia 2007, a uruchomienie jest planowane na 2023.
- Elektrownia jądrowa Golfech
  - Golfech-1, o mocy 1310 MWe, typu PWR, model P4 REP 1300, uruchomiony 1 lutego 1991,
  - Golfech-2, o mocy 1310 MWe, typu PWR, model P4 REP 1300, uruchomiony 4 marca 1994.
- Elektrownia jądrowa Gravelines
  - Gravelines-1, o mocy 910 MWe, typu PWR, model CP1, uruchomiony 25 listopada 1980,
  - Gravelines-2, o mocy 910 MWe, typu PWR, model CP1, uruchomiony 1 grudnia 1980,
  - Gravelines-3, o mocy 910 MWe, typu PWR, model CP1, uruchomiony 1 lipca 1981,
  - Gravelines-4, o mocy 910 MWe, typu PWR, model CP1, uruchomiony 1 października 1981,
  - Gravelines-5, o mocy 910 MWe, typu PWR, model CP1, uruchomiony 15 stycznia 1985,
  - Gravelines-6, o mocy 910 MWe, typu PWR, model CP1, uruchomiony 25 października 1985.
- Elektrownia jądrowa Nogent
  - Nogent-1, o mocy 1310 MWe, typu PWR, model P4 REP 1300, uruchomiony 24 lutego 1988,
  - Nogent-2, o mocy 1310 MWe, typu PWR, model P4 REP 1300, uruchomiony 1 maja 1989.
- Elektrownia jądrowa Paluel
  - Paluel-1, o mocy 1330 MWe, typu PWR, model P4 REP 1300, uruchomiony 1 grudnia 1985,
  - Paluel-2, o mocy 1330 MWe, typu PWR, model P4 REP 1300, uruchomiony 1 grudnia 1985,
  - Paluel-3, o mocy 1330 MWe, typu PWR, model P4 REP 1300, uruchomiony 1 lutego 1986,
  - Paluel-4, o mocy 1330 MWe, typu PWR, model P4 REP 1300, uruchomiony 1 lipca 1986.
- Elektrownia jądrowa Penly
  - Penly-1, o mocy 1330 MWe, typu PWR, model P4 REP 1300, uruchomiony 1 grudnia 1990,
  - Penly-2, o mocy 1330 MWe, typu PWR, model P4 REP 1300, uruchomiony 1 listopada 1992.
- Elektrownia jądrowa Saint-Alban
  - Saint-Alban-1, o mocy 1335 MWe, typu PWR, model P4 REP 1300, uruchomiony 1 maja 1986,
  - Saint-Alban-2, o mocy 1330 MWe, typu PWR, model P4 REP 1300, uruchomiony 1 marca 1987.
- Elektrownia jądrowa Saint Laurent
  - (Wyłączony) Saint Laurent-A-1, o mocy 390 MWe, typu GCR, model UNGG, uruchomiony 1 czerwca 1969, wyłączony 18 kwietnia 1990,
  - (Wyłączony) Saint Laurent-A-2, o mocy 465 MWe, typu GCR, model UNGG, uruchomiony 1 listopada 1971, wyłączony 27 maja 1992,
  - Saint Laurent-B-1, o mocy 915 MWe, typu PWR, model CP2, uruchomiony 1 sierpnia 1983,
  - Saint Laurent-B-2, o mocy 915 MWe, typu PWR, model CP2, uruchomiony 1 sierpnia 1983.
- Elektrownia jądrowa Tricastin
  - Tricastin-1, o mocy 915 MWe, typu PWR, model CP1, uruchomiony 1 grudnia 1980,
  - Tricastin-2, o mocy 915 MWe, typu PWR, model CP1, uruchomiony 1 grudnia 1980,
  - Tricastin-3, o mocy 915 MWe, typu PWR, model CP1, uruchomiony 11 maja 1981,
  - Tricastin-4, o mocy 915 MWe, typu PWR, model CP1, uruchomiony 1 listopada 1981.

#### Zamknięte / Wyłączone
- Elektrownia jądrowa Brennilis / Monts d’Arrée
  - Brennilis-1, o mocy 70 MWe, typu HWGCR, model EL-4, uruchomiony 1 czerwca 1968, wyłączony 31 lipca 1985.
- Elektrownia jądrowa Creys-Malville
  - Creys-Malville-1, o mocy 1200 MWe, typu SFR, model NA 1200 Superphénix, uruchomiony 1 grudnia 1986, wyłączony 31 grudnia 1998.
- Elektrownia jądrowa Fessenheim
  - Fessenheim-1, o mocy 880 MWe, typu PWR, model CP0, uruchomiony 1 stycznia 1978, wyłączony 22 lutego 2020,
  - Fessenheim-2, o mocy 880 MWe, typu PWR, model CP0, uruchomiony 1 kwietnia 1978, wyłączony 30 czerwca 2020.
- Marcoule
  - G1, o mocy 46 MWe, typu GCR (chłodzony powietrzem pod ciśnieniem atmosferycznym), model uruchomiony 7 stycznia 1956, wyłączony 15 października 1968,
  - G2, o mocy 36 MWe, typu GCR, model UNGG (chłodzony dwutlenkiem węgla), uruchomiony 21 lipca 1958, wyłączony w 1980,
  - G3, o mocy 36 MWe, typu GCR, model EL2 UNGG, uruchomiony 8 czerwca 1959, wyłączony w 1984.
- Elektrownia jądrowa Phénix
  - Phénix-1, o mocy 130 MWe, typu SFR, model PH-250, uruchomiony 14 lipca 1974, wyłączony 1 lutego 2010.

#### Anulowane
- Elektrownia jądrowa Le Carnet
- Elektrownia jądrowa Plogoff

### Reaktory doświadczalne / badawcze
(lista niepełna)
- Międzynarodowy Eksperymentalny Reaktor Termonuklearny ITER (na terenie Marcoule)
  - (W budowie) ITER, o mocy cieplnej od 110 do 620 MW przez 30 sekund, typu Tokamak (reaktor termojądrowy), którego budowę rozpoczęto w 2013, a uruchomienie planowane jest na 2027,
- Zoe
- Rapsodie
- TFR

## Grecja
- GRR-1 – 5 MW doświadczalny reaktor jądrowy w Demokritos – National Centre for Scientific Research, Ateny

## Hiszpania

### Reaktory energetyczne

#### W eksploatacji
- Elektrownia jądrowa Almaraz
  - Almaraz-1, o mocy 1011 MWe, typu PWR, model Westinghouse (3-pętlowy), uruchomiony 1 września 1983,
  - Almaraz-2, o mocy 1011 MWe, typu PWR, model Westinghouse (3-pętlowy), uruchomiony 1 lipca 1984.
- Elektrownia jądrowa Ascó
  - Ascó-1, o mocy 995 MWe, typu PWR, model Westinghouse (3-pętlowy), uruchomiony 10 grudnia 1984,
  - Ascó-2, o mocy 997 MWe, typu PWR, model Westinghouse (3-pętlowy), uruchomiony 31 marca 1986.
- Elektrowia jądrowa Cofrentes
  - Cofrentes-1, o mocy 1064 MWe, typu BWR, model BWR-6, uruchomiony 11 marca 1985
- Elektrownia jądrowa Trillo
  - Trillo-1, o mocy 1003 MWe, typu PWR, model KWU, uruchomiony 6 sierpnia 1988.
- Elektrownia jądrowa Vandellòs
  - (Zamknięty) Vandellòs-1, o mocy 480 MWe, typu GCR, model UNGG, uruchomiony 2 sierpnia 1972, wyłączony 31 lipca 1990,
  - Vandellòs-2, o mocy 1045 MWe, typu PWR, model Westinghouse (3-pętlowy), uruchomiony 8 marca 1988.

#### Zamknięte / Wyłączone
- Elektrownia jądrowa José Cabrera
  - José Cabrera-1, o mocy 141 MWe, typu PWR, model Westinghouse (1-pętlowy), uruchomiony 13 sierpnia 1969, wyłączony 30 kwietnia 2006.
- Elektrownia jądrowa Santa María de Garoña
  - Santa María de Garoña-1, o mocy 446 MWe, typu BWR, model BWR-3, uruchomiony 15 lutego 1975, wyłączony 6 lipca 2013.

#### Anulowane
- Elektrownia jądrowa Lemoniz
  - (Niedokończony) Lemoniz-1, o mocy 1000 MWe, typu PWR, którego budowę rozpoczęto w 1972, a anulowano w 1984,
  - (Niedokończony) Lemoniz-2, o mocy 1000 MWe, typu PWR, którego budowę rozpoczęto w 1972, a anulowano w 1984.
- Elektrownia jądrowa Valdecaballeros
  - (Niedokończony) Valdecaballeros-1, o mocy 975 MWe, typu BWR, którego budowę rozpoczęto w 1975, a anulowano w 1984,
  - (Niedokończony) Valdecaballeros-1, o mocy 975 MWe, typu BWR, którego budowę rozpoczęto w 1975, a anulowano w 1984.

### Reaktory doświadczalne
- reaktor Argos 10 kW – Polytechnic University, Barcelona (wyłączony w 1992)
- reaktor CORAL-I

## Holandia

### Reaktory energetyczne
- EJ Borssele – 452 MW(e) PWR
- Neder-Betuwe, Dodewaard – 55 MW(e) BWR (wyłączony w 1997)

### Reaktory doświadczalne
- Delft
- Petten

## Indie

### Reaktory energetyczne
- https://web.archive.org/web/20120701151250/http://www.dae.gov.in/power/npcil.htm (ang.)
- Elektrownia Jądrowa Kaiga – 2 PHWR + 2 reaktory PHWR w budowie
- Elektrownia Jądrowa Kakrapar (KAPS) – 2 PHWR
- Elektrownia Jądrowa Kudankulam – 2 VVER PWR – w budowie
- Elektrownia Jądrowa Madras (MAPS) – 2 PHWR w Kalpakkam
- Elektrownia Jądrowa Narora (NAPS) – 2 PHWR
- Elektrownia Jądrowa Rajasthan (RAPS) – 2 PHWR, + 2 PHWR w budowie
- Elektrownia Jądrowa Tarapur (TAPS) – 2 BWR, 1 PHWR + 1 PHWR w budowie

### Reaktory doświadczalne
- Kalpakkam – IGCAR
  - FBTR (Reaktor testowy)
  - reaktor KAMINI
  - reaktor CIRUS
  - 500 MWe prototyp FBR (w budowie)

## Indonezja
- Bandung – TRIGA Mark II (zainstalowany w 1997)
- Yogyakarta – TRIGA Mark II (zainstalowany w 1979)

## Irak
- Osiraq / „Tammuz 1” (zniszczony przez izraelski nalot, 7 czerwca 1981)

## Iran

### Reaktory energetyczne
- Bushehr
  - Bushehr-1 – 435 MWe
  - Bushehr-2 – 435 MWe

### Reaktory doświadczalne
- Isfahan, Nuclear Technology Center
  - Miniature Neutron Source Reactor (MNSR) 27 kWt
  - Light Water Subcritical Reactor (LWSCR)
  - Heavy Water Zero Power Reactor (HWZPR)
  - Graphite Subcritical Reactor (GSCR)
- Teheran – reaktor TRIGA w Tehran Nuclear Research Center (dostarczony przez USA, 1967)

## Izrael
- Dimona EL-102 doświadczalny reaktor ciężko wodny, uranowy, 24 MW (dostarczony przez Francję, uruchomiony w 1962)

## Jamajka
- Kingston reaktor SLOWPOKE-2

## Japonia

### Reaktory energetyczne
- EJ Fugen
- EJ Fukushima I – 6 reaktorów BWR
- EJ Fukushima II – 4 reaktory BWR
- Elektrownia jądrowa Genkai – 4 reaktory PWR
- Elektrownia jądrowa Hamaoka – 4 reaktory BWR + 1 ABWR
- Elektrownia jądrowa Higashidōri – 1 reaktor BWR + 3 ABWR (planowane lub w budowie)
- Elektrownia jądrowa Ikata – 3 reaktory PWR
- Elektrownia jądrowa Kashiwazaki-Kariwa – 5 reaktorów BWR + 2 reaktory ABWR (największa siłownia jądrowa na świecie)
- Elektrownia jądrowa Maki – budowa nieukończona
- Elektrownia jądrowa Mihama – 3 reaktory PWR
- EJ Monju
- EJ Namie-Odaka
- Elektrownia jądrowa Ōi – 4 reaktory PWR
- Elektrownia jądrowa Ōma – w budowie
- Elektrownia jądrowa Onagawa – 3 reaktory BWR
- Elektrownia jądrowa Sendai – 2 reaktory PWR
- Elektrownia jądrowa Shika – 1 reaktor BWR
- Elektrownia jądrowa Shimane – 2 reaktory BWR
- Elektrownia jądrowa Takahama – 4 reaktory PWR
- Elektrownia jądrowa Tōkai – 1 reaktor Magnox GCR + 1 reaktor BWR
- Elektrownia jądrowa Tomari – 2 reaktory PWR
- Elektrownia jądrowa Tsuruga – 1 reaktor PWR + 1 reaktor BWR

### Reaktory doświadczalne
- Reaktory JAERI (Japan Atomic Energy Research Institute)
  - Tōkai, prefektura Ibaraki, JRR-1 (pierwszy japoński reaktor doświadczalny; wyłączony)
  - Tokai JRR-2 (wyłączony)
  - Tokai JRR-3
  - Tokai JRR-4
  - Tokai JPDR (Japan Power Demonstration Reactor), wyłączony
  - Oarai, prefektura Ibaraki, HTTR (High-Temp engineering Test Reactor)
  - Oarai JMTR (Japan Materials Testing Reactor)
  - Naka, prefektura Ibaraki, JT-60 reaktor termojądrowy
- Reaktory JNC (Japan Nuclear Cycle Development Institute)
  - Elektrownia jądrowa Fugen, ATR (Advanced Thermal Reactor), wyłączony
  - Jyouyou (FBR)
  - Elektrownia jądrowa Monju – reaktor powielający chłodzony ciekłym sodem

## Kanada

### Elektrownie jądrowe
- Elektrownia jądrowa Bruce (Tiverton, Ontario)
- Elektrownia jądrowa Pickering (Pickering, Ontario)
- Elektrownia jądrowa Darlington (Bowmanville, Ontario)
- Chalk River Laboratories (Rolphton, Ontario)
- Gentilly Nuclear Generating Station (Becancour, Quebec)
- Point Lepreau Nuclear Generating Station (Lepreau, Nowy Brunszwik)

### Reaktory doświadczalne
- Chalk River Laboratories
  - MMIR-1 – MAPLE reaktor przeznaczony do produkcji radioizotopów
  - MMIR-2 – MAPLE reaktor przeznaczony do produkcji radioizotopów
  - NRU – reaktor 135 MW
  - NRX reaktor – (1947-????)
  - ZED-2
  - ZEEP Pierwszy reaktor jądrowy Kanadzie, i pierwszy poza USA
- Dalhousie University, Halifax, Nowa Szkocja – reaktor SLOWPOKE-2
- Kanata – SLOWPOKE-2 (wyłączony)
- École Polytechnique de Montréal, Montreal – reaktor SLOWPOKE-2
- McMaster University – reaktor MTR, 5 MW
- Royal Military College, Kingston, Ontario – reaktor SLOWPOKE-2
- Saskatchewan Research Council, Saskatoon
- University of Alberta, Edmonton – reaktor SLOWPOKE-2
- Uniwersytet w Toronto – reaktor SLOWPOKE-2 (wyłączony)

## Kazachstan

### Reaktory energetyczne
- Elektrownia jądrowa Aktau (Kazatomprom)
  - BN-350 reaktor 135 MW(e) (wyłączony w 1999)

### Reaktory doświadczalne
- Alatau, Institute of Nuclear Physics of the National Nuclear Center
  - VVR-K reaktor 10 MW(e)
- Kurchatov, National Nuclear Center, Semipalatinsk Test Site]
  - IVG-1M reaktor 60 MW
  - RA – Zirconium Hydride Moderated Reactor – reaktor moderowany wodorotlenkiem cyrkonu (zdemontowany)
  - IGR (Impulse Graphite Reactor) 50 MW

## Kolumbia
- Bogota – TRIGA, Institute of Nuclear Science (zainstalowany w 1997)

## Demokratyczna Republika Konga
- TRICO I – reaktor TRIGA, University of Kinshasa (wyłączony w 1970)
- TRICO II – reactor TRIGA, University of Kinshasa

## Korea Południowa

### Reaktory energetyczne
- Kori – 4 reaktory PWR
- Ulchin – 4 reaktory PWR
- Wolseong – 4 reaktory PHWR
- Yonggwang – 4 reaktory PWR

### Reaktory doświadczalne
- Aerojet General Nucleonics Model 201
- HANARO, reaktor typu MAPLE
- TRIGA General Atomics Mark II (TRIGA-Mark II)

## Korea Północna

### Reaktory energetyczne
- Yongbyon
  - Yongbyon 2 – reaktor 50 MWe, Magnox (budowa zawieszona w 1994)
- Taechon (20 km od Yongbyon)
  - Taechon 1 – reaktor 200 MWe (budowa zawieszona w 1994)
- Kumho (30 km na północ od Sinp’o)
  - Kumho 1 – PWR 1000 MWe (budowa zawieszona w 2003)
  - Kumho 2 – PWR 1000 MWe (budowa zawieszona w 2003)

### Reaktory doświadczalne
- Jongbjon
  - IRT-2000 – 8 MWt (2 MWt 1965-1974, 4 MWt 1974–1986) reaktor doświadczalny moderowany ciężką wodą (dostarczony przez ZSRR, 1965)
  - Jongbjon 1 – 5 MWe reaktor Magnox, dostarcza ciepło i energię elektryczną (działał w latach 1987–1994, uruchomiony ponownie w 2003)

## Kuba
- Juragua, Cienfuegos – budowa dwóch reaktorów 417 MW VVER-440 V213 została wstrzymana w 1992 z powodu rozpadu Związku Radzieckiego.

## Libia
- Tajura Nuclear Research Center, doświadczalny reaktor 10 MW (dostarczony przez ZSRR)

## Litwa

### Reaktory energetyczne

#### Zamknięte / Wyłączone
- Ignalińska Elektrownia Jądrowa
  - Ignalina-1, o mocy 1300 MWe, model RBMK-1500, uruchomiony w 1983, wyłączony na żądanie UE 31 grudnia 2004.
  - Ignalina-2, o mocy 1300 MWe, model RBMK-1500, uruchomiony w 1987, wyłączony na żądanie UE 31 grudnia 2009.
  - (Nieukończony) Ignalina-3, o mocy 1300 MWe, model RBMK-1500, którego budowę przerwano w 1988.
  - (Anulowany) Ignalina-4, o mocy 1300 MWe, model RBMK-1500, który został anulowany w 1988.

#### Anulowane
- Wisagińska Elektrownia Jądrowa
  - Wisiaginia-1, o mocy 1350 MWe, model ABWR, anulowany w 2012, ze względu na sprzeciw społeczeństwa w ogólnokrajowym głosowaniu.

## Łotwa
- Ryga, Nuclear Research Center, Salaspils, doświadczalny reaktor 5 MW(e) (wyłączony)

## Malezja
- Kuala Lumpur – TRIGA Mark II, Malaysian Institute for Nuclear Technology (zainstalowany w 1982)

## Maroko
- Rabat – TRIGA (w budowie)

## Meksyk

### Reaktory energetyczne
- Elektrownia Jądrowa Laguna Verde
  - Laguna Verde-1, o mocy 700 MWe, model BWR-5, uruchomiony w 1990,
  - Laguna Verde-2, o mocy 700 MWe, model BWR-5, uruchomiony w 1995.

### Reaktory doświadczalne
- Meksyk – TRIGA Mark III, National Insatitute for Nuclear Research

## Niemcy

### Reaktory energetyczne
- Biblis
  - Biblis-A
  - Biblis-B
- Brokdorf
- Brunsbüttel
- Lingen (Ems)
- Grohnde
- Gundremmingen
  - Gundremmingen-A (wygaszony)
  - Gundremmingen-B
  - Grundremmingen-C
- Isar
  - Isar-1
  - Isar-2
- Krümmel
- Neckarwestheim
  - Neckarwestheim-1
  - Neckarwestheim-2
- Philippsburg
  - Philippsburg-1
  - Philippsburg-2
- Unterweser

### Reaktory doświadczalne
- Garching koło Monachium FRM-II w Technische Universität München

### Reaktory wyłączone
- Doświadczalne reaktory w Jülich i Hochstetten koło Karlsruhe
- Greifswald (pięć reaktorów wyłączonych w latach 1989–1990), typ: WWER-440
- Grafenrheinfeld
- Gundremmingen-A, wyłączony w 1977
- Hamm-Uentrop,THTR 300, wyłączony w 1988
- Lingen (Ems), wyłączony w 1977
- Mülheim-Kärlich, wyłączony w 1988
- Niederaichbach, wyłączony w 2011
- Obrigheim, wyłączony w 2005
- Rheinsberg, wyłączony w 1990, typ: WWER-70
- Stade, wyłączony w 2003
- Würgassen, wyłączony w 1994
- Kalkar, nieukończony
- Wyhl am Kaiserstuhl, nieukończony ze względu na długotrwałe protesty lokalnej ludności i ekologów
- Lista reaktorów i informacje dodatkowe. icjt.org. [zarchiwizowane z tego adresu (2008-06-21)]. (ang.).

## Norwegia

### Reaktory doświadczalne
- reaktory w Kjeller
  - NORA (uruchomiony w 1961, wyłączony w 1967)
  - JEEP I (uruchomiony w 1951, wyłączony w 1967)
  - JEEP II (uruchomiony w 1966)
- reaktor w Halden
  - HBWR – Halden boiling water reactor – Haldeński reaktor wrzący chłodzony wodą (uruchomiony w 1959)

## Pakistan
- Chasnupp – 300 MW(e) PWR
- Kanupp – 125 MW(e) PHWR

## Panama
- USS Sturgis – pływająca elektrownia jądrowa (na Kanale Panamskim) (działała od 1966 do 1976)

## Polska

### Reaktory energetyczne
- Elektrownia Jądrowa Żarnowiec – niedokończona, pierwsza polska elektrownia jądrowa, budowana od 31.03.1982 do 17.12.1990, która miała wykorzystywać 4 reaktory PWR, model WWER-440 V 213, o mocy 465 MWe.
- Elektrownia Jądrowa Warta – druga polska elektrownia jądrowa, która miała wykorzystywać 4 reaktory PWR, model WWER-1000, o mocy 963 MWe, anulowana w 1989.

### Reaktory doświadczalne
- Reaktor EWA – pierwszy w Polsce doświadczalny reaktor jądrowy, uruchomiony w Instytucie Badań Jądrowych (obecnie Narodowe Centrum Badań Jądrowych) w Świerku, obecnie dzielnicy Otwocka (14 czerwca 1958, typ: WWR-S, o mocy 2 MW, w 1963 i 1967 reaktor modernizowano, w wyniku czego jego moc wzrosła do 4 MW i 10 MW (wyłączony w lutym 1995 z powodu braku uranu, ponownie włączony w kwietniu, po sprowadzeniu paliwa z Rosji), aktualnie wygaszony i zdemontowany.
- Reaktor Maria – uruchomiony w grudniu 1974, moc cieplna 30 MW. Znajduje się na terenie NCBJ w Świerku. Jest to pierwszy reaktor polskiej produkcji. Obecnie służy do celów doświadczalnych oraz do produkcji radiofarmaceutyków.
- Anna – trzeci pod względem mocy polski reaktor jądrowy, konstrukcji grafitowo-wodnej o mocy 10 kW, uruchomiony w 1963 w Instytucie Badań Jądrowych w Świerku. W okresie badań z neutronami prędkimi nazywany P-Anną, Prędką Anną – nieczynny.
- P-Anna (modyfikacja reaktora Anna, pierwszy i jedyny polski reaktor prędki) – nieczynny.
- Agata – reaktor o mocy 10 W uruchomiony w 1973 r. w Instytucie Badań Jądrowych w Świerku – nieczynny (wyłączony w latach 80. XX w.)
- Maryla – reaktor o mocy 100 W (max. 250 W) uruchomiony w 1963 r. w Instytucie Badań Jądrowych w Świerku – nieczynny. Wielokrotnie modyfikowany, w tym konwersja
- UR-100 (Wanda) (tylko doświadczenie krytyczne) – zbudowany i przetestowany w Instytucie Badań Jądrowych w Świerku, po przewiezieniu do Akademii Górniczo-Hutniczej im. Stanisława Staszica w Krakowie w 1985 r., nigdy nie uruchomiony – nieczynny.
- (Projektowany) HTGR-POLA – polski badawczo-demonstracyjny reaktor wysokotemperaturowy projektowany w Narodowym Centrum Badań Jądrowych w Świerku. Reaktor ten ma być bazą do produkcji reaktorów komercyjnych dla zakładów przemysłowych. Reaktory te będą wytwarzać energię elektryczną i cieplną[6].

## Portoryko
- Mayagüez – reaktor TRIGA (zdemontowany)

## Południowa Afryka

### Reaktory energetyczne
- EJ Koeberg
  - Koeberg-1 – 920 MWe
  - Koeberg-2 – 920 MWe

### Reaktory doświadczalne
- Pelindaba – Pelindaba Nuclear Research Center w pobliżu Tshwane
  - Safari-1 – 20 MW
  - Safari-2 (zdemontowany w 1970)

## Rosja

### Reaktory energetyczne

#### W eksploatacji
- Elektrownia jądrowa Bałakowo
  - Bałakowo-1, o mocy 950 MWe, typu PWR, model WWER-1000, uruchomiony 23 maja 1986,
  - Bałakowo-2, o mocy 950 MWe, typu PWR, model WWER-1000, uruchomiony 18 stycznia 1988,
  - Bałakowo-3, o mocy 950 MWe, typu PWR, model WWER-1000, uruchomiony 8 kwietnia 1989,
  - Bałakowo-4, o mocy 950 MWe, typu PWR, model WWER-1000, uruchomiony 22 grudnia 1993
  - (Niedokończony) Bałakowo-5, o mocy 950 MWe, typu PWR, model WWER-1000, anulowany 28 grudnia 1992,
  - (Niedokończony) Bałakowo-6, o mocy 950 MWe, typu PWR, model WWER-1000, anulowany 28 grudnia 1992.
- Elektrownia jądrowa Biełojarsk
  - (Wyłączony) Biełorajsk-1, o mocy 102 MWe, typu LWGR, model AMB-100, był reaktorem wodnym nadkrytycznym, wykorzystującym układ niebezpośredni (2-obiegowy), uruchomionym 26 kwietnia 1964, a wyłączonym 1 stycznia 1983,
  - (Wyłączony) Biełorajsk-2, o mocy 146 MWe, typu LWGR, model AMB-200, był reaktorem wodnym nadkrytycznym, wykorzystującym układ bezpośredni, uruchomionym 1 grudnia 1969, a wyłączonym 1 stycznia 1990,
  - Biełorajsk-3, o mocy 560 MWe, typu SFR, model BN-600, uruchomiony 1 stycznia 1990,
  - Biełorajsk-4, o mocy 789 MWe, typu SFR, model BN-800, uruchomiony 10 grudnia 2015.
- Elektrownia jądrowa Bilibino
  - (Wyłączony) Bilibino-1, o mocy 11 MWe, typu LWGR, model EGP-6, uruchomiony 1 kwietnia 1974, wyłączony 14 stycznia 2019,
  - Bilibino-2, o mocy 11 MWe, typu LWGR, model EGP-6, uruchomiony 1 lutego 1975 (wyłączenie reaktora jest planowane na 2021),
  - Bilibino-3, o mocy 11 MWe, typu LWGR, model EGP-6, uruchomiony 1 lutego 1976 (wyłączenie reaktora jest planowane na 2021),
  - Bilibino-4, o mocy 11 MWe, typu LWGR, model EGP-6, uruchomiony 1 lutego 1977 (wyłączenie reaktora jest planowane na 2021).
- Elektrownia jądrowa Kalinin
  - Kalinin-1, o mocy 950 MWe, typu PWR, model WWER-1000, uruchomiony 12 lipca 1985,
  - Kalinin-2, o mocy 950 MWe, typu PWR, model WWER-1000, uruchomiony 3 marca 1987,
  - Kalinin-3, o mocy 950 MWe, typu PWR, model WWER-1000, uruchomiony 8 listopada 2005,
  - Kalinin-4, o mocy 950 MWe, typu PWR, model WWER-1000, uruchomiony 25 grudnia 2012.
- Elektrownia jądrowa Kola
  - Kola-1, o mocy 440 MWe, typu PWR, model WWER-440 V-230, uruchomiony 28 grudnia 1973,
  - Kola-2, o mocy 440 MWe, typu PWR, model WWER-440 V-230, uruchomiony 21 lutego 1975,
  - Kola-3, o mocy 440 MWe, typu PWR, model WWER-440 V-213, uruchomiony 3 grudnia 1982,
  - Kola-4, o mocy 440 MWe, typu PWR, model WWER-440 V-213, uruchomiony 6 grudnia 1984.
- Elektrownia jądrowa Kursk
  - Kursk-1, o mocy 925 MWe, typu LWGR, model RBMK-1000 (generacja 1), uruchomiony 12 października 1977,
  - Kursk-2, o mocy 925 MWe, typu LWGR, model RBMK-1000 (generacja 1), uruchomiony 17 sierpnia 1979,
  - Kursk-3, o mocy 925 MWe, typu LWGR, model RBMK-1000 (generacja 2), uruchomiony 30 marca 1984,
  - Kursk-4, o mocy 925 MWe, typu LWGR, model RBMK-1000 (generacja 2), uruchomiony 5 lutego 1986,
  - (Niedokończony) Kursk-5, o mocy 925 MWe, typu LWGR, model MKER-1000, porzucony w 2012,
  - (Niedokończony) Kursk-6, o mocy 925 MWe, typu LWGR, model RBMK-1000 (generacja 3), porzucony po katastrofie w Czarnobylu
- Elektrownia jądrowa Leningrad / Sosnowy Bór
  - (Wyłączony) Leningrad-1, o mocy 925 MWe, typu LWGR, model RBMK-1000 (generacja 1), uruchomiony 1 listopada 1974, wyłączony 21 grudnia 2018,
  - (Wyłączony) Leningrad-2, o mocy 925 MWe, typu LWGR, model RBMK-1000 (generacja 1), uruchomiony 11 lutego 1976, wyłączony 10 listopada 2020,
  - Leningrad-3, o mocy 925 MWe, typu LWGR, model RBMK-1000 (generacja 1), uruchomiony 29 czerwca 1980,
  - Leningrad-4, o mocy 925 MWe, typu LWGR, model RBMK-1000 (generacja 1), uruchomiony 29 sierpnia 1981.
- Elektrownia jądrowa Leningrad II
  - Leningrad-II-1, o mocy 1085 MWe, typu PWR, model WWER-1200/491, uruchomiony 29 października 2018,
  - (W budowie) Leningrad-II-2, o mocy 1085 MWe, typu PWR, model WWER-1200/491, którego budowę rozpoczęto 15 kwietnia 2010 (uruchomienie reaktora jest planowane na 2021),
  - (Planowany) Leningrad-II-3, o mocy 1085 MWe, typu PWR, model WWER-1200/491,
  - (Planowany) Leningrad-II-4, o mocy 1085 MWe, typu PWR, model WWER-1200/491.
- Elektrownia jądrowa Nowoworoneż
  - (Wyłączony) Nowoworoneż-1, o mocy 197 MWe, typu PWR, model WWER-440 V-120, uruchomiony 31 grudnia 1964, wyłączony 16 grudnia 1988,
  - (Wyłączony) Nowoworoneż-1, o mocy 336 MWe, typu PWR, model WWER-440 V-120, uruchomiony 14 kwietnia 1970, wyłączony 29 sierpnia 1990,
  - (Wyłączony) Nowoworoneż-3, o mocy 385 MWe, typu PWR, model WWER-400 V-179, uruchomiony 29 czerwca 1972, wyłączony 25 grudnia 2016,
  - Nowoworoneż-4, o mocy 385 MWe, typu PWR, model WWER-400 V-179, uruchomiony 24 marca 1973,
  - Nowoworoneż-5, o mocy 950 MWe, typu PWR, model WWER-1000, uruchomiony 20 lutego 1981.
- Elektrownia jądrowa Nowoworoneż II
  - Nowoworoneż-II-1, o mocy 1114 MWe, typu PWR, model WWER-1200/392M, uruchomiony 27 lutego 2017,
  - Nowoworoneż-II-2, o mocy 1114 MWe, typu PWR, model WWER-1200/392M, uruchomiony 6 listopada 2019,
  - (Planowany) Nowoworoneż-II-3, o mocy 1175 MWe, typu PWR, model WWER-1200/392M,
  - (Planowany) Nowoworoneż-II-4, o mocy 1175 MWe, typu PWR, model WWER-1200/392M.
- Elektrownia jądrowa Rostów
  - Rostów-1, o mocy 950 MWe, typu PWR, model WWER-1000, uruchomiony 25 grudnia 2001,
  - Rostów-2, o mocy 950 MWe, typu PWR, model WWER-1000, uruchomiony 10 grudnia 2010,
  - Rostów-3, o mocy 950 MWe, typu PWR, model WWER-1000, uruchomiony 27 grudnia 2014,
  - Rostów-3, o mocy 1011 MWe, typu PWR, model WWER-1000, uruchomiony 28 września 2018.
- Elektrownia jądrowa Smoleńsk
  - Smoleńsk-1, o mocy 925 MWe, typu LWGR, model RBMK-1000 (generacja 2), uruchomiony 30 września 1983,
  - Smoleńsk-2, o mocy 925 MWe, typu LWGR, model RBMK-1000 (generacja 2), uruchomiony 2 lipca 1995,
  - Smoleńsk-3, o mocy 925 MWe, typu LWGR, model RBMK-1000 (generacja 2), uruchomiony 12 października 1990,
  - (Niedokończony) Smoleńsk-4, o mocy 925 MWe, typu LWGR, model RBMK-1000 (generacja 2),
  - (Niedokończony) Smoleńsk-5, o mocy 925 MWe, typu LWGR, model RBMK-1000 (generacja 3),
  - (Niedokończony) Smoleńsk-6, o mocy 925 MWe, typu LWGR, model RBMK-1000 (generacja 3).

#### W budowie
- Elektrownia jądrowa Kursk II
  - Kursk-II-1, o mocy 1115 MWe, typu PWR, model WWER TOI (WWER-1300/510), którego budowę rozpoczęto 29 kwietnia 2018,
  - Kursk-II-2, o mocy 1115 MWe, typu PWR, model WWER TOI (WWER-1300/510), którego budowę rozpoczęto 15 kwietnia 2019,
  - (Planowany) Kursk-II-3, o mocy 1115 MWe, typu PWR, model WWER TOI (WWER-1300/510),
  - (Planowany) Kursk-II-4, o mocy 1115 MWe, typu PWR, model WWER TOI (WWER-1300/510).

#### Planowane
- Elektrownia jądrowa Baszkir
  - Baszkir-1, o mocy 1115 MWe, typu PWR, model WWER TOI (WWER-1300/510), który ma być uruchomiony do 2035 roku,
- Elektrownia jądrowa Centralna (Kostroma)
  - Centralna-1, o mocy 1115 MWe, typu PWR, model WWER TOI (WWER-1300/510), który ma być uruchomiony do 2030 roku,
- Elektrownia jądrowa Dimtrowgrad
  - Dimtrowgrad-1, o mocy 90 MWe, typu LFR, model SVBR-100.
- Elektrownia jądrowa Kaliningrad (Bałtycka EJ)
  - Kaliningrad-1, o mocy 1194 MWe, typu PWR, model WWER-1200/491, którego budowę rozpoczęto 22 lutego 2012, a zawieszono w 2014 (blok ma być uruchomiony do 2030 roku),
  - Kaliningrad-2, o mocy 1194 MWe, typu PWR, model WWER-1200/491, który ma być uruchomiony do 2030 roku.
- Elektrownia jądrowa Kola II
  - Kola-II-1, o mocy 600 MWe, typu PWR, model WWER-600/498, który ma być uruchomiony od 2031 do 2035.
- Elektrownia jądrowa Niżny Nowogród
  - Niżny Nowogród-1, o mocy 1115 MWe, typu PWR, model WWER TOI (WWER-1300/510), który ma być uruchomiony od 2031 do 2035,
  - Niżny Nowogród-2, o mocy 1115 MWe, typu PWR, model WWER TOI (WWER-1300/510), który ma być uruchomiony od 2031 do 2035.
- Elektrownia jądrowa Południowy Ural
  - Południowy Ural-1, o mocy 1100 MWe, typu SFR, model BN-1200,
  - Południowy Ural-2, o mocy 1100 MWe, typu SFR, model BN-1200.
- Elektrownia jądrowa Primorsky
- Elektrownia jądrowa Siewiersk
  - Siewiersk-1, o mocy 1115 MWe, typu PWR, model WWER TOI (WWER-1300/510), którego budowa rozpocznie się od 2021 do 2025, a uruchomienie nastąpi po 2025,
  - Siewiersk-2, o mocy 1115 MWe, typu PWR, model WWER TOI (WWER-1300/510), którego budowa rozpocznie się od 2021 do 2025, a uruchomienie nastąpi po 2025.
- Elektrownia jądrowa Smoleńsk II
  - Smoleńsk-II-1, o mocy 1300 MWe, typu PWR, model WWER TOI (WWER-1300/510),
  - Smoleńsk-II-2, o mocy 1300 MWe, typu PWR, model WWER TOI (WWER-1300/510).
- Elektrownia jądrowa Tatar
  - Tatar-1, o mocy 1115 MWe, typu PWR, model WWER TOI (WWER-1300/510), który zostanie uruchomiony przed 2035,
  - Tatar-2, o mocy 1115 MWe, typu PWR, model WWER TOI (WWER-1300/510), który zostanie uruchomiony przed 2035.
- Elektrownia jądrowa Twer
  - Twer-1, o mocy 1115 MWe, typu PWR, model WWER-1200A/501, który zostanie uruchomiony przed 2035,
  - Twer-2, o mocy 1115 MWe, typu PWR, model WWER-1200A/501, który zostanie uruchomiony przed 2035,
  - Twer-3, o mocy 1115 MWe, typu PWR, model WWER-1200A/501, który zostanie uruchomiony przed 2035,
  - Twer-4, o mocy 1115 MWe, typu PWR, model WWER-1200A/501, który zostanie uruchomiony przed 2035.

#### Zamknięte / Wyłączone
- Elektrownia jądrowa Obnińsk
  - Obnińsk-1, o mocy 5 MWe, typu LWGR, model AM-1, uruchomiony 1 grudnia 1954, wyłączony 29 kwietnia 2002.
- Syberyjska elektrownia jądrowa

#### Anulowane
- Elektrownia jądrowa Baszkir
  - (Niedokończony) Baszkir-1, o mocy 950 MWe, typu PWR, model WWER-1000, którego budowę rozpoczęto 1 stycznia 1983, a anulowano we wrześniu 1990,
  - (Niedokończony) Baszkir-2, o mocy 950 MWe, typu PWR, model WWER-1000, którego budowę rozpoczęto 1 stycznia 1983, a anulowano we wrześniu 1990,
  - Baszkir-3, o mocy 950 MWe, typu PWR, model WWER-1000, do którego przygotowywania rozpoczęto w 1990, a anulowano we wrześniu 1990,
  - Baszkir-4, o mocy 950 MWe, typu PWR, model WWER-1000, anulowany we wrześniu 1990.
- Elektrownia jądrowa Kostroma
- Elektrownia jądrowa Krym
  - (Niedokończony) Krym-1, o mocy 950 MWe, typu PWR, model WWER-1000, którego budowę rozpoczęto 12 stycznia 1982, a anulowano 1 stycznia 1989,
  - Krym-2, o mocy 950 MWe, typu PWR, model WWER-1000, którego budowę rozpoczęto w 1983, a anulowano 1 stycznia 1989,
  - Krym-3, o mocy 950 MWe, typu PWR, model WWER-1000, anulowany 1 stycznia 1989,
  - Krym-4, o mocy 950 MWe, typu PWR, model WWER-1000, anulowany 1 stycznia 1989.
- Elektrownia jądrowa Tatar
  - (Niedokończony) Tatar-1, o mocy 950 MWe, typu PWR, model WWER-1000, którego budowę rozpoczęto 1 kwietnia 1987, a anulowano w kwietniu 1990
  - (Niedokończony) Tatar-2, o mocy 950 MWe, typu PWR, model WWER-1000, którego budowę rozpoczęto 1 maja 1989, a anulowano w kwietniu 1990,
  - Tatar-3, o mocy 950 MWe, typu PWR, model WWER-1000, anulowany w kwietniu 1990,
  - Tatar-4, o mocy 950 MWe, typu PWR, model WWER-1000, anulowany w kwietniu 1990

### Reaktory cieplne (wykorzystywane w ciepłownich jądrowych)

#### Anulowane
- Ciepłownia jądrowa Gorky
  - (Niedokończony) Gorky-1, o mocy 500 MWt, typu PWR, model AST-500, którego budowę rozpoczęto w 1982, a anulowano w 1993,
  - (Niedokończony) Gorky-2, o mocy 500 MWt, typu PWR, model AST-500, którego budowę rozpoczęto w 1982, a anulowano w 1993.
- Ciepłownia jądrowa Woroneż
  - (Niedokończony) Woroneż-1, o mocy 500 MWt, typu PWR, model AST-500, którego budowę rozpoczęto 9 stycznia 1983, a anulowano 5 lipca 1990,
  - (Niedokończony) Woroneż-2, o mocy 500 MWt, typu PWR, model AST-500, którego budowę rozpoczęto 9 stycznia 1983, a anulowano 5 lipca 1990.

### Reaktory doświadczalne
Lista niepełna – jest około 109 reaktorów doświadczalnych w Rosji
- T-15 reaktor termojądrowy w Instytucie Kurczatowa

### Statki i okręty atomowe
- Akademik Łomonosow

## Rumunia

### Reaktory energetyczne
- EJ Cernavodă
  - Reaktor Cernavodă-1 PHWR CANDU 700 MW
  - Reaktor Cernavodă-2 PHWR CANDU 700 MW

### Reaktory doświadczalne
- Măgurele, niedaleko Bukaresztu (1957-1998)

## Słowacja

### Reaktory energetyczne

#### W eksploatacji
- Elektrownia jądrowa Bohunice
  - (Wyłączony) Bohunice-A-1, o mocy 93 MWe, typu HWGCR, model KS-150, uruchomiony 25 grudnia 1972, wyłączony 22 lutego 1977,
  - (Wyłączony) Bohunice-1, o mocy 408 MWe, typu PWR, model WWER-440 V-230, uruchomiony 1 kwietnia 1980, wyłączony 31 grudnia 2006,
  - (Wyłączony) Bohunice-2, o mocy 408 MWe, typu PWR, model WWER-440 V-230, uruchomiony 1 stycznia 1981, wyłączony 31 grudnia 2008,
  - Bohunice-3, o mocy 472 MWe, typu PWR, model WWER-440 V-213, uruchomiony 14 lutego 1985,
  - Bohunice-4, o mocy 471 MWe, typu PWR, model WWER-440 V-213, uruchomiony 18 grudnia 1985.
- Elektrownia jądrowa Mochovce
  - Mochovce-1, o mocy 436 MWe, typu PWR, model WWER-440 V-213, uruchomiony 29 października 1998
  - Mochovce-2, o mocy 436 MWe, typu PWR, model WWER-440 V-213, uruchomiony 11 kwietnia 2000,
  - (W budowie) Mochovce-3, o mocy 440 MWe, typu PWR, model WWER-440 V-213+, którego budowę rozpoczęto w 1987 (przerwano w 1991, kontynuowano w 2009), a uruchomienie jest planowane na 2021,
  - (W budowie) Mochovce-4, o mocy 440 MWe, typu PWR, model WWER-440 V-213+, którego budowę rozpoczęto w 1987 (przerwano w 1991, kontynuowano w 2009).

## Słowenia

### Reaktory energetyczne

#### W eksploatacji
- Elektrownia jądrowa Krško
  - Krško-1, o mocy 688 MWe, typu PWR, model Westinghouse 212, uruchomiony 1 stycznia 1983,
  - (Planowany) Krško-2, typu PWR, model EPR, AP1000 lub APR-1400, którego budowa ma się rozpocząć w 2027.

### Reaktory doświadczalne
- Lublana – TRIGA Mark II, reaktor doświadczalny, Instytut Jožefa Stefana (dostarczony przez USA w 1966)

## Stany Zjednoczone

### Reaktory energetyczne

#### Strefa Pierwsza (Północno-wschodnia)NRC
| Elektrownia / Nazwa bloku          | Status                   | Typ  | Model               | Moc elektryczna (netto / brutto) | Moc cieplna | Rozpoczęcie budowy   | Włącz. do sieci   | Praca komercyjna     | Zamknięcie           | Współczynnik efektywności |
| ---------------------------------- | ------------------------ | ---- | ------------------- | -------------------------------- | ----------- | -------------------- | ----------------- | -------------------- | -------------------- | ------------------------- |
| Beaver Valley 1                    | W eksploatacji           | PWR  | WH 3-loop (DRYSUB)  | 835 MWe / 959 MWe                | 2900 MWth   | 26 czerwca 1970      | 14 czerwca 1976   | 1 października 1976  |                      | 77,7 %                    |
| Beaver Valley 2                    | W eksploatacji           | PWR  | WH 3-loop (DRYSUB)  | 836 MWe / 958 MWe                | 2900 MWth   | 3 maja 1974          | 17 sierpnia 1987  | 17 listopada 1987    |                      | 88,1 %                    |
| Calvert Cliffs 1                   | W eksploatacji           | PWR  | CE 2-loop (DRYAMB)  | 845 MWe / 918 MWe                | 2737 MWth   | 1 czerwca 1968       | 3 stycznia 1975   | 8 maja 1975          |                      | 82,0 %                    |
| Calvert Cliffs 2                   | W eksploatacji           | PWR  | CE 2-loop (DRYAMB)  | 845 MWe / 911 MWe                | 2737 MWth   | 1 czerwca 1968       | 7 grudnia 1976    | 1 kwietnia 1977      |                      | 84,5 %                    |
| Haddam Neck (Connecticut Yankee) 1 | Wyłączony z eksploatacji | PWR  |                     | 582 MWe / 603 MWe                | 1825 MWth   | 1 maja 1964          | 7 sierpnia 1967   | 1 stycznia 1968      | 5 grudnia 1996       | 76,0 %                    |
| Hope Creek 1                       | W eksploatacji           | BWR  | GE BWR-4 (Mark I)   | 1067 MWe / 1240 MWe              | 3840 MWth   | 1 marca 1976         | 1 sierpnia 1988   | 20 grudnia 1986      |                      | 87,5 %                    |
| Indian Point 1                     | Wyłączony z eksploatacji | PWR  |                     | 265 MWe / 277 MWe                | 615 MWth    | 1 maja 1956          | 16 września 1962  | 1 października 1962  | 31 października 1974 | (nie znany)               |
| Indian Point 2                     | Wyłączony z eksploatacji | PWR  | WH 4-loop (DRYAMB)  | 873 MWe / 1067 MWe               | 3216 MWth   | 14 października 1966 | 26 czerwca 1973   | 1 sierpnia 1974      | 30 kwietnia 2020     | 77,5 %                    |
| Indian Point 3                     | Wyłączony z eksploatacji | PWR  | WH 4-loop (DRYAMB)  | 965 MWe / 1085 MWe               | 3216 MWth   | 1 listopada 1968     | 27 kwietnia 1976  | 30 sierpnia 1976     | 30 kwietnia 2021     | 74,2 %                    |
| James A. Fitzpatrick 1             | W eksploatacji           | BWR  | GE BWR-4 (Mark I)   | 821 MWe / 849 MWe                | 2536 MWth   | 1 września 1968      | 1 lutego 1975     | 28 lipca 1975        |                      | 81,2 %                    |
| Limerick 1                         | W eksploatacji           | BWR  | GE BWR-4 (Mark II)  | 1055 MWe / 1194 MWe              | 3515 MWth   | 19 czerwca 1974      | 13 kwietnia 1985  | 1 lutego 1986        |                      | 91,2 %                    |
| Limerick 2                         | W eksploatacji           | BWR  | GE BWR-4 (Mark II)  | 1055 MWe / 1194 MWe              | 3515 MWth   | 19 czerwca 1974      | 1 września 1989   | 8 stycznia 1990      |                      | 93,6 %                    |
| Maine Yankee 1                     | Wyłączony z eksploatacji | PWR  |                     | 825 MWe / 900 MWe                | 2630 MWth   | 1 października 1968  | 8 listopada 1972  | 28 grudnia 1972      | 1 sierpnia 1997      | 73,0%                     |
| Millstone 1                        | Wyłączony z eksploatacji | BWR  |                     | 660 MWe / 684 MWe                | 2011 MWth   | 1 maja 1966          | 29 listopada 1970 | 1 marca 1971         | 1 lipca 1998         | 69,2 %                    |
| Millstone 2                        | W eksploatacji           | PWR  | CE 2-loop (DRYAMB)  | 870 MWe / 918 MWe                | 2700 MWth   | 1 listopada 1969     | 9 listopada 1975  | 26 grudnia 1975      |                      | 72,5 %                    |
| Millstone 3                        | W eksploatacji           | PWR  | WH 4-loop (DRYSUB)  | 1159 MWe / 1280 MWe              | 3650 MWth   | 9 sierpnia 1974      | 12 lutego 1986    | 23 kwietnia 1986     |                      | 80,4 %                    |
| Nine Mile Point 1                  | W eksploatacji           | BWR  | GE BWR-2 (Mark I)   | 620 MWe / 642 MWe                | 1850 MWth   | 12 kwietnia 1965     | 9 listopada 1969  | 1 grudnia 1969       |                      | 77,3 %                    |
| Nine Mile Point 2                  | W eksploatacji           | BWR  | GE BWR-5 (Mark II)  | 1100 MWe / 1320 MWe              | 3988 MWth   | 1 sierpnia 1975      | 8 sierpnia 1987   | 11 marca 1988        |                      | 86,0 %                    |
| Oyster Creek 1                     | Wyłączony z eksploatacji | BWR  | GE BWR-2 (Mark I)   | 650 MWe / 652 MWe                | 1930 MWth   | 15 grudnia 1964      | 23 września 1969  | 1 grudnia 1969       | 17 sierpnia 2018     | 78,2 %                    |
| Peach Bottom 1                     | Wyłączony z eksploatacji | HTGR | Prototyp            | 40 MWe / 42 MWe                  | 115 MWth    | 1 lutego 1962        | 27 stycznia 1967  | 1 czerwca 1967       | 1 listopada 1974     | (nie znany)               |
| Peach Bottom 2                     | W eksploatacji           | BWR  | GE BWR-4 (Mark I)   | 1065 MWe / 1412 MWe              | 3951 MWth   | 31 stycznia 1968     | 18 lutego 1974    | 5 lipca 1974         |                      | 80,2 %                    |
| Peach Bottom 3                     | W eksploatacji           | BWR  | GE BWR-4 (Mark I)   | 1065 MWe / 1412 MWe              | 3951 MWth   | 31 stycznia 1968     | 1 września 1974   | 23 grudnia 1974      |                      | 80,7 %                    |
| Pilgrim 1                          | Wyłączony z eksploatacji | BWR  | GE BWR-3 (Mark I)   | 655 MWe / 711 MWe                | 2028 MWth   | 26 sierpnia 1968     | 19 lipca 1972     | 1 grudnia 1972       | 31 maja 2019         | 75,8 %                    |
| R.E. Ginna 1                       | W eksploatacji           | PWR  | WH 2-loop (DRYAMB)  | 470 MWe / 608 MWe                | 1775 MWth   | 25 kwietnia 1966     | 2 grudnia 1969    | 1 lipca 1970         |                      | 86,3 %                    |
| Salem 1                            | W eksploatacji           | PWR  | WH 4-loop (DRYAMB)  | 1090 MWe / 1254 MWe              | 3459 MWth   | 25 września 1968     | 25 grudnia 1976   | 30 czerwca 1977      |                      | 73,1 %                    |
| Salem 2                            | W eksploatacji           | PWR  | WH 4-loop (DRYAMB)  | 1115 MWe / 1200 MWe              | 3459 MWth   | 25 września 1968     | 3 czerwca 1981    | 13 października 1981 |                      | 75,0 %                    |
| Saxton 1                           | W eksploatacji           | PWR  | 25                  | 3 MWe                            | 24 MWth     | 1 stycznia 1960      | 1 marca 1967      | 1 marca 1967         | 1 maja 1972          | (nie znany)               |
| Seabrook-1                         | W eksploatacji           | PWR  | WH 4-loop (DRYAMB)  | 1149 MWe / 1296 MWe              | 3658 MWth   | 7 lipca 1976         | 29 maja 1990      | 19 sierpnia 1990     |                      | 88,6 %                    |
| Shippingport 1                     | W eksploatacji           | PWR  | PLWBR               | 60 MWe / 68 MWe                  | 236 MWth    | 1 stycznia 1954      | 2 grudnia 1957    | 26 maja 1958         | 1 października 1982  | (nie znany)               |
| Shoreham 1                         | Wyłączony z eksploatacji | BWR  | GE BWR-5            | 809 MWe / 849 MWe                | 2436 MWth   | 1 listopada 1972     | 1 sierpnia 1986   | 1 sierpnia 1986      | 1 maja 1989          | (nie znany)               |
| Susquehanna 1                      | W eksploatacji           | BWR  | GE BWR-4 (Mark II)  | 1065 MWe / 1330 MWe              | 3952 MWth   | 2 listopada 1973     | 16 listopada 1982 | 8 czerwca 1983       |                      | 85,2 %                    |
| Susquehanna 2                      | W eksploatacji           | BWR  | GE BWR-4 (Mark II)  | 1065 MWe / 1330 MWe              | 3952 MWth   | 2 listopada 1973     | 3 lipca 1984      | 12 lutego 1985       |                      | 88,2 %                    |
| Three Mile Island 1                | Wyłączony z eksploatacji | PWR  | B&W L-loop (DRYAMB) | 819 MWe / 880 MWe                | 2568 MWth   | 18 maja 1968         | 19 czerwca 1974   | 2 września 1974      | 20 września 2019     | 77,0 %                    |
| Three Mile Island 2                | Zniszczony               | PWR  | B&W L-loop          | 906 MWe / 959 MWe                | 2772 MWth   | 1 listopada 1969     | 21 kwietnia 1978  | 30 grudnia 1978      | 28 marca 1979        | 74,6 %                    |
| Vermont Yankee 1                   | Wyłączony z eksploatacji | BWR  | GE BWR-4 (Mark I)   | 514 MWe / 635 MWe                | 1912 MWth   | 11 grudnia 1967      | 20 września 1972  | 30 listopada 1972    | 29 grudnia 2014      | 86,3 %                    |
| Yankee Rowe 1                      | Wyłączony z eksploatacji | PWR  |                     | 175 MWe / 180 MWe                | 600 MWth    | 1 listopada 1957     | 10 listopada 1960 | 1 lipca 1961         | 1 października 1991  | 77,4%                     |

#### Strefa Druga (Południowa) NRC
- Bellefonte, Alabama (niedokończony)
- EJ Browns Ferry, Alabama
- Brunswick, Karolina Północna
- Virgil C. Summer – Carolinas-Virginia Tube Reactor, Karolina Południowa
- Catawba, Karolina Południowa
- Crystal River 3, Floryda
- Farley (Joseph M. Farley), Alabama
- Hatch (Edwin I. Hatch), Georgia
- McGuire, Karolina Północna
- North Anna, Wirginia
- Oconee, Karolina Południowa
- H.B. Robinson, Karolina Południowa
- Sequoyah, Tennessee
- Shearon Harris, Karolina Północna
- St. Lucie, Floryda
- Surry, Virginia
- Turkey Point, Floryda (uszkodzony przez Huragan Andrew)
- Virgil C. Summer (Summer), Karolina Południowa
- Vogtle, Georgia
- Watts Bar, Tennessee

#### Strefa Trzecia (Środkowo-zachodnia) NRC
- Big Rock Point, Michigan
- Braidwood, Illinois
- Byron, Illinois
- Clinton, Illinois
- Davis-Besse, Ohio
- Donald C. Cook, Michigan
- EJ Dresden, Illinois
- Duane Arnold, Iowa
- Elk River, Minnesota
- Enrico Fermi, Michigan
- Kewaunee, Wisconsin
- LaCrosse, Wisconsin
- LaSalle County, Illinois
- Monticello, Minnesota
- Palisades, Michigan
- Perry, Ohio
- Piqua, Ohio
- Point Beach, Wisconsin
- Prairie Island, Minnesota
- Quad Cities, Illinois
- Zion, Illinois

#### Strefa Czwarta (Zachodnia) NRC
- Arkansas Nuclear One, Arkansas
- Callaway, Missouri
- Columbia, Waszyngton
- Comanche Peak, Teksas
- Cooper, Nebraska
- Diablo Canyon, Kalifornia
- Fort Calhoun, Nebraska
- Fort Saint Vrain, Kolorado
- Grand Gulf, Missisipi
- Hallam, Nebraska
- Hanford N Reactor, Waszyngton (wyłączony)
- Humboldt Bay, Kalifornia
- Palo Verde, Arizona
- Pathfinder, Dakota Południowa
- Rancho Seco, Kalifornia
- River Bend, Luizjana
- San Onofre, Kalifornia
- South Texas, Teksas
- Trojan, Rainier, Oregon
- Vallecitos, Kalifornia
- Waterford, Luizjana
- Wolf Creek, Kansas

### Reaktory do produkcji plutonu
- Hanford Site, Waszyngton
  - B-Reactor (Pile)
  - F-Reactor (Pile)
  - D-Reactor (Pile)
  - H-Reactor (Pile)
  - DR-Reactor (Pile)
  - C-Reactor (Pile)
  - KE-Reactor (Pile)
  - KW-Reactor (Pile)
  - N-Reactor
- Savannah River Site, Karolina Południowa
  - R-Reactor (reaktor ciężkowodny) – S&M Mode
  - P-Reactor (reaktor ciężkowodny) – S&M Mode
  - L-Reactor (reaktor ciężkowodny) – S&M Mode
  - K-Reactor (reaktor ciężkowodny) – S&M Mode
  - C-Reactor (reaktor ciężkowodny) – S&M Mode

### Reaktory doświadczalne
- Sodium Reactor Experiment
- Idaho National Environmental and Engineering Laboratory (INEEL), Idaho
  - 1. ARMF-I (wyłączony)
  - 2. AMRF-II (wyłączony)
  - 3. ATR
  - 4. ATRC (wyłączony)
  - 5. AFSR (wyłączony)
  - 6. BORAX-I (wyłączony)
  - 7. BORAX-II (wyłączony)
  - 8. BORAX-III (wyłączony)
  - 9. BORAX-IV (wyłączony)
  - 10. BORAX-V (wyłączony)
  - 11. CRCE (wyłączony)
  - 12. CFRMF (wyłączony)
  - 13. CET (wyłączony)
  - 14. ETR (wyłączony)
  - 15. ETRC (wyłączony)
  - 16. EBOR (nigdy nie uruchomiony)
  - 17. EBR-I (wyłączony)
  - 18. EBR-II (wyłączony)
  - 19. ECOR (nigdy nie uruchomiony)
  - 20. 710 (wyłączony)
  - 21. GCRE (wyłączony)
  - 22. HTRE-1 (wyłączony)
  - 23. HTRE-2 (wyłączony)
  - 24. HTRE-3 (wyłączony)
  - 25. 603-A (wyłączony)
  - 26. HOTCE (wyłączony)
  - 27. A1W-A (wyłączony)
  - 28. A1W-B (wyłączony)
  - 29. LOFT (wyłączony)
  - 30. Materials Test Reactor (MTR) (wyłączony)
  - 31. ML-1 (wyłączony)
  - 32. S5G (wyłączony)
  - 33. NRAD
  - 34. FRAN (wyłączony)
  - 35. OMRE (wyłączony)
  - 36. PBF (wyłączony)
  - 37. RMF (wyłączony)
  - 38. SUSIE
  - 39. SPERT-I (wyłączony)
  - 40. SPERT-II (wyłączony)
  - 41. SPERT-III (wyłączony)
  - 42. SPERT-IV (wyłączony)
  - 43. SCRCE (wyłączony)
  - 44. SL-1/ALPR (wyłączony)
  - 45. S1W/STR – (wyłączony)
  - 46. SNAPTRAN-1 (wyłączony)
  - 47. SNAPTRAN-2 (wyłączony)
  - 48. SNAPTRAN-3 (wyłączony)
  - 49. THRITS (wyłączony)
  - 50. TREAT (wyłączony)
  - 51. ZPPR
  - 52. ZPR-III (wyłączony)
- Nevada Test Site, Nevada
  - BREN Tower
- Oak Ridge National Laboratory
  - X-10 (wyłączony)
  - Oak Ridge Research Reactor (wyłączony)
  - Bulk Shielding Reactor (wyłączony)
  - Tower Shielding Reactor (wyłączony)
  - Molten Salt Reactor (wyłączony)
  - High Flux Isotope Reactor

#### Cywilne reaktory badawcze
Cywilne reaktory badawcze, posiadające licencje na działanie
- Aerotest Operations Inc., San Ramon, Kalifornia – TRIGA Mark I
- Armed Forces Radiobiological Research Institute, Bethesda, Maryland – TRIGA Mark I
- Cornell University, Ithaca, Nowy Jork – TRIGA Mark II
- Dow Chemical Company, Midland, Michigan – TRIGA Mark I
- General Electric Company, Sunol, Kalifornia – „Nuclear Test"
- Idaho State University, Pocatello, Idaho – AGN-201 #103
- Kansas State University, Manhattan, Kansas -TRIGA Mark I
- Massachusetts Institute of Technology, Cambridge, Massachusetts – odpowiednik HWR
- National Institute of Standards and Technology, Gaithersburg, Maryland – TRIGA Mark I
- North Carolina State University, Raleigh, Karolina Północna – Pulstar
- Ohio State University, Columbus, Ohio – Pool
- Oregon State University, Corvallis, Oregon – TRIGA Mark II
- Penn State University, University Park, Pensylwania – TRIGA
- Purdue University, West Lafayette, Indiana – Lockheed
- Reed College, Portland, Oregon – TRIGA Mark I
- Rensselaer Polytechnic Institute, Schenectady, Nowy Jork – Critical Assembly
- Rhode Island Atomic Energy Commission, Narrangansett, Rhode Island – GE Pool
- Texas A&M University, College Station, Teksas (2 reaktory) – AGN-201M #106, TRIGA Mark I
- University of Arizona, Tucson, Arizona – TRIGA Mark I
- University of California, Davis, Sacramento, Kalifornia – ?
- University of California, Irvine, Irvine, Kalifornia – TRIGA Mark I
- University of Florida, Gainesville, Floryda – Argonaut
- University of Maryland, College Park, College Park, Maryland – TRIGA Mark I
- University of Massachusetts, Lowell, Massachusetts – ?
- University of Michigan, Ann Arbor, Michigan – Pool
- University of Missouri, Columbia, Missouri – General Electric tank type (10 MW)
- University of Missouri, Rolla, Missouri – Pool
- University of New Mexico, Albuquerque, Nowy Meksyk – AGN-201M $112
- University of Texas, Austin, Teksas – TRIGA Mark II
- University of Utah, Salt Lake City, Utah – TRIGA Mark I
- University of Wisconsin, Madison, Wisconsin – TRIGA Mark I
- U.S. Geological Survey, Denver, Kolorado – TRIGA Mark I
- U.S. Veterans Administration, Omaha, Nebraska – TRIGA Mark I
- Washington State University, Pullman, Waszyngton – TRIGA Mark I
- Worcester Polytechnic Institute, Worcester, Massachusetts – GE

Cywilne reaktory badawcze, bez uregulowanego statusu
- CBS Corporation, Waltz Mill, Pensylwania
- General Atomics, San Diego, Kalifornia (2 reaktory)
- Georgia Institute of Technology, Atlanta, Georgia
- Iowa State University, Ames, Iowa
- Manhattan College, Riverdale, Nowy Jork
- National Aeronautics and Space Administration, Sandusky, Ohio (2 reaktory)
- Saxton Nuclear Experimental Corporation, Saxton, Pensylwania (1 reaktor energetyczny)
- University of Illinois, Urbana, Illinois
- University of Washington, Seattle, Waszyngton
- University of Virginia, Charlottesville, Wirginia (2 reaktory)

Cywilne reaktory badawcze, nie posiadające licencji na działanie – Possession-Only Licenses – (wyłączone)
- Cornell University Zero Power Reactor, Ithaca, Nowy Jork
- General Electric Company, Sunol, Kalifornia (2 reaktory badawcze, 1 reaktor energetyczny)
- Nuclear Ship Savannah, James River Reserve Fleet, Wirginia (1 reaktor energetyczny)
- State University of New York, Buffalo, Nowy Jork

## Syria
- Miniaturowy reaktor do badań z wykorzystaniem wiązki neutronów

## Szwajcaria

### Reaktory energetyczne
- Beznau
- Goesgen
- Leibstadt
- Mühleberg

### Reaktory doświadczalne
- EJ Lucens (wyłączona w 1969)

## Szwecja

### Reaktory energetyczne
- Barsebäck
  - Barsebäck 1 (1975-1999)
  - Barsebäck 2 (1977-2005)
- Forsmark
  - Forsmark 1 (1980)
  - Forsmark 2 (1981)
  - Forsmark 3 (1985)
- Oskarshamn
  - Oskarshamn 1 (1972)
  - Oskarshamn 2 (1975)
  - Oskarshamn 3 (1985)
- Ringhals
  - Ringhals 1 (1976)
  - Ringhals 2 (1975)
  - Ringhals 3 (1981)
  - Ringhals 4 (1983)

### Reaktory doświadczalne
- KTH, Sztokholm
  - R1 – (1954-1970, zdemontowany)
- Studsvik
  - R2 – (1962)
- Farsta, Sztokholm
  - R3 – 55 MW (1963-1973)
- Marviken, Norrköping
  - R4 – przeznaczony do produkcji plutonu i badań (nigdy niedokończony)

## Tajlandia
- Bangkok – TRIGA, Office of Atoms for Peace (zainstalowany w 1977)
- Bangkok – TRIGA MPR 10, Ongkharak Nuclear Research Center (w budowie)

## Tajwan

### Reaktory energetyczne
- Guosheng – 2 reaktory BWR
- Jinshan – 2 reaktory BWR
- Longmen (w budowie)
- Ma'anshan – 2 reaktory PWR

### Reaktory doświadczalne
- Xinzhu – TRIGA, Państwowy Uniwersytet Tsing Hua[42]

## Turcja
- Stambuł – TRIGA Mark II, Politechnika w Stambule (zainstalowany w 1979)

## Ukraina

### Reaktory energetyczne
- Czarnobylska Elektrownia Jądrowa
  - Czarnobyl-1 RBMK-1000 LWGR (wyłączony w 1996)
  - Czarnobyl-2 RBMK-1000 LWGR (wyłączony w 1991)
  - Czarnobyl-3 RBMK-1000 LWGR (wyłączony w 2000)
  - Czarnobyl-4 RBMK-1000 LWGR (wybuchł podczas awarii w 1986)
  - Czarnobyl-5 RBMK-1000 LWGR (budowę przerwano po katastrofie)
  - Czarnobyl-6 RBMK-1000 LWGR (budowę przerwano po katastrofie)
  - Czarnobyl-7 RBMK-1000 LWGR (po katastrofie budowa bloku 7 została anulowana)
  - Czarnobyl-8 RBMK-1000 LWGR (po katastrofie budowa bloku 8 została anulowana)
- Chmielnicka Elektrownia Jądrowa – 2 reaktory WWER, trzeci i czwarty w budowie
- Południowoukraińska Elektrownia Jądrowa – 3 reaktory WWER-1000, budowy czwartego zaniechano w 1989
- Rówieńska Elektrownia Jądrowa – 4 reaktory WWER
- Zaporoska Elektrownia Jądrowa – 6 reaktorów WWER-1000/320

### Reaktory doświadczalne
- Kijów, Instytut Badań Nuklearnych (wyłączony)
- Sewastopol, Instytut Energii Atomowej i Przemysłu (wyłączony)

## Urugwaj
- reaktor URR

## Uzbekistan
- Ulugbek, Taszkent
  - reaktor VVER-SM (wyłączony)

## Wenezuela
- reaktor RV-1

## Węgry
- Paks – 4 reaktory VVER 430 MWe
- Budapeszt
  - Technical University of Budapest (BME), Institute of Nuclear Techniques – uniwersytecki doświadczalny reaktor jądrowy
  - KFKI Atomic Energy Research Institute KFKI (ang.) (10 MW doświadczalny reaktor jądrowy)
- Debreczyn
  - Institute of Nuclear Research of the Hungarian Academy of Sciences (20 MV cyklotron i 5 MV akcelerator Van de Graaffa)

## Wielka Brytania

### Reaktory energetyczne
- EJ Berkeley, Berkeley
- EJ Bradwell, Bradwell, Essex
- EJ Calder Hall, Sellafield, Cumbria
- EJ Chapelcross – 4 reaktory typu Magnox, nieczynne
- Dungeness A, Kent
- Dungeness B, Kent
- Hartlepool, Hartlepool
- Heysham 1, Lancashire
- Heysham 2, Lancashire
- Hinkley Point A, Somerset
- Hinkley Point B, Somerset
- Hunterston A, North Ayrshire
- Hunterston B, North Ayrshire
- Oldbury, Gloucestershire
- Sizewell A, Suffolk
- Sizewell B, Suffolk reaktor PWR
- Torness, East Lothian
- Trawsfynydd, Gwynedd
- Wylfa, Anglesey

### Reaktory doświadczalne
- Aldermaston – reaktor VIPER – Atomic Weapons Establishment
- Ascot – reaktor CONSORT, Imperial College London, Silwood Park campus
- Billingham – reaktor TRIGA Mark I, Imperial Chemical Industries (ICI), (zainstalowany w 1971, wyłączony w 1988)
- Culham – reaktor termojądrowy, Joint European Torus (JET)
- Derby – reaktor Neptune – Rolls-Royce Naval Marine, Raynesway
- Dounreay Nuclear Power Development Establishment (elektrownia jądrowa Dounreay)
  - reaktor VULCAN (Rolls-Royce Naval Marine)
  - reaktor PWR2 (Rolls-Royce Naval Marine)
  - DMTR
  - reaktor prędki Dounreay – FBR (Fast Breeder Reactor – reaktor prędki powielający) (wyłączony w 1994)
  - prototypowy reaktor prędki
- East Kilbride – Scottish Universities Research and Reactor Centre (wyłączony w 1995, zdemontowany w 2003)
- Harwell AERE (Atomic Energy Research Establishment)
  - GLEEP (wyłączony w 1990)
  - BEPO (wyłączony w 1968)
  - LIDO (wyłączony w 1974)
  - DIDO (wyłączony w 1990)
  - PLUTO (wyłączony w 1990)
- Londyn
  - Greenwich – reaktor JASON, PWR (zdemontowany 1999)
  - Stratford Marsh – Queen Mary, University of London (umocowany w 1966, wyłączony w 1982)
- Risley – Universities Research Reactor
- Sellafield (do 1971 nazywany Windscale)
  - PILE 1 (wyłączony w 1957 po awarii)
  - PILE 2 (wyłączony w 1957)
  - WAGR (wyłączony w 1982)
- Winfrith – Dorchester, Dorset
  - 9 reaktorów (wyłączone w 1990)

## Wietnam
- Đà Lạt – TRIGA Mark II (dostarczony przez USA 1963, wyłączony w 1975, reaktywowany „przez ZSRR” 1984)

## Włochy

### Reaktory energetyczne

#### Zamknięte / Wyłączone
- Elektrownia jądrowa Caorso
  - Caorso-1, o mocy 860 MWe, typu BWR, model BWR-4 (Mark II), uruchomiony 1 grudnia 1981, wyłączony 1 lipca 1990.
- Elektrownia jądrowa Enrico Fermi (Trino Vercellese)
  - Enrico-Fermi-1, o mocy 260 MWe, typu PWR, model Westinghouse (4-pętlowy), uruchomiony 1 stycznia 1965, wyłączony 1 lipca 1990.
- Elektrownia jądrowa Garigliano
  - Garigliano-1, o mocy 150 MWe, typu BWR, model BWR-1, uruchomiony 1 czerwca 1964, wyłączony 1 marca 1982.
- Elektrownia jądrowa Latina
  - Latina-1, o mocy 153 MWe, typu GCR, model Magnox, uruchomiony 1 stycznia 1964, wyłączony 1 grudnia 1987.

#### Anulowane
- CIRINE (na terenie EJ Latina)
  - (Niedokończony) CIRINE-1, o mocy 40 MWe, typu SGHWR, którego budowę rozpoczęto w 1979, porzucony w 1988
- Elektrownia jądrowa Montalto di Castro (Alto Lazio)
  - (Niedokończony) Montalto-di-Castro-1, o mocy 982 MWe, typu BWR, model BWR-6 (Mark III), którego budowę rozpoczęto 1 lipca 1982, porzucony 1 stycznia 1988,
  - (Niedokończony) Montalto-di-Castro-2, o mocy 982 MWe, typu BWR, model BWR-6 (Mark III), którego budowę rozpoczęto 1 lipca 1982, porzucony 1 lipca 1988.
- Elektrownia jądrowa Trino 2
  - Trino-2-1, o mocy 950 MWe, typu PWR, anulowany w 1987,
  - Trino-2-2, o mocy 950 MWe, typu PWR, anulowany w 1987.

### Reaktory doświadczalne
- Ispra – wyłączony
- Pawia – TRIGA Mark II, Uniwersytet w Pavii Mark II (zainstalowany w 1965)
- Rzym – TRIGA Mark II, ENEA Casaccia Research Center (zainstalowany w 1960)